# Priocharax britzi
Priocharax britzi — вид харациноподібних риб родини харацинових (Characidae). Описаний у 2021 році.

## Назва
Вид названо на честь британського іхтіолога Ральфа Брітца. Він описав понад 20 видів риб, у тому числі два види з роду Priocharax.

## Поширення
Ендемік Бразилії. Поширений у верхів'ї річки Іпіксуна, притоки річки Пурус у штаті Амазонас.

## Опис
Дрібна рибка, виростає до 1,4 см. Тіло подовжене з великою головою та великими очима. Статеві відмінності невідомі. Тіло прозоре, включаючи плавці. На голові жовта пляма.